# Lobnoe mesto

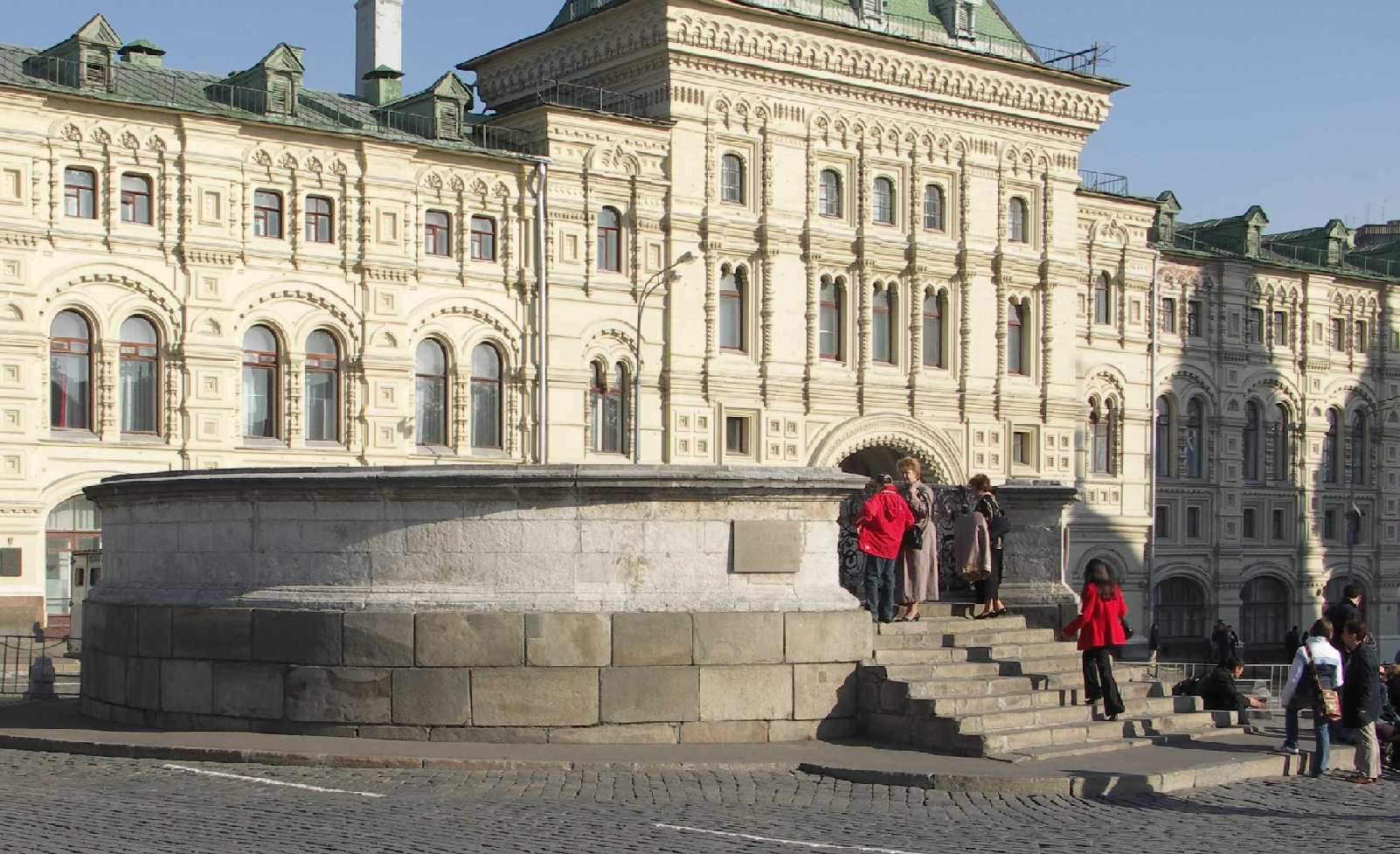
Lobnoe mesto

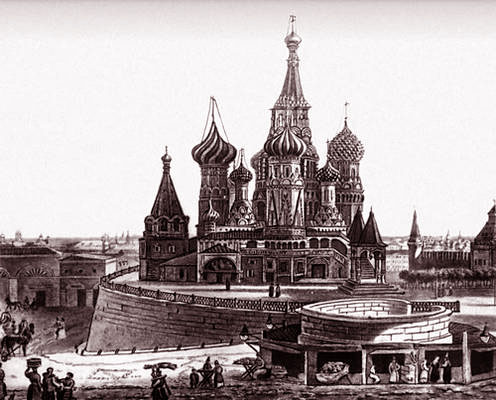
Lobnoe mesto nel XVIII secolo

Lobnoe mesto (in russo Лобное место?, ovvero "luogo del cranio") è una piattaforma di pietra lunga 13 metri situata nella piazza Rossa a Mosca, di fronte alla cattedrale di San Basilio.
La piattaforma, che si pensa sia stata costruita in mattoni negli anni trenta del XVI secolo, è citata per la prima volta nel 1547, quando Ivan il Terribile si rivolge ai moscoviti da lì. Successivamente, venne usata soprattutto per annunciare gli ukaz degli zar e per le cerimonie religiose. Nonostante una comune credenza, la piattaforma circolare non è mai stata un posto dove si eseguivano esecuzioni. Talvolta dei patiboli venivano posizionati lì vicino, ma normalmente le esecuzioni pubbliche avvenivano a Vasil'evskij spusk, dietro la cattedrale di San Basilio.
Nella Russia zarista, durante la Settimana Santa, la processione della domenica delle palme terminava a Lobnoe mesto, dove veniva eretta una rappresentazione del calvario.
Il vicino monumento a Minin e Požarskij commemora gli eventi del 1612, quando il principe Pozarskij salì sul Lobnoe mesto per dichiarare Mosca libera dagli aggressori polacchi. Nel 1786 l'architetto Matvej Fëdorovič Kazakov ricostruì Lobnoe Mesto in pietra bianca, mantenendo la posizione e le proporzioni originarie.